# Bakassi
Bakassi es una península de la República de Camerún, en la costa atlántica de África. Fue administrada por Nigeria hasta que la Corte Internacional de Justicia sentenció en 2002 que el territorio es de soberanía camerunesa, obligando a entregarla a Camerún. Esto ocurrió finalmente el 14 de agosto de 2008.

## Geografía y economía

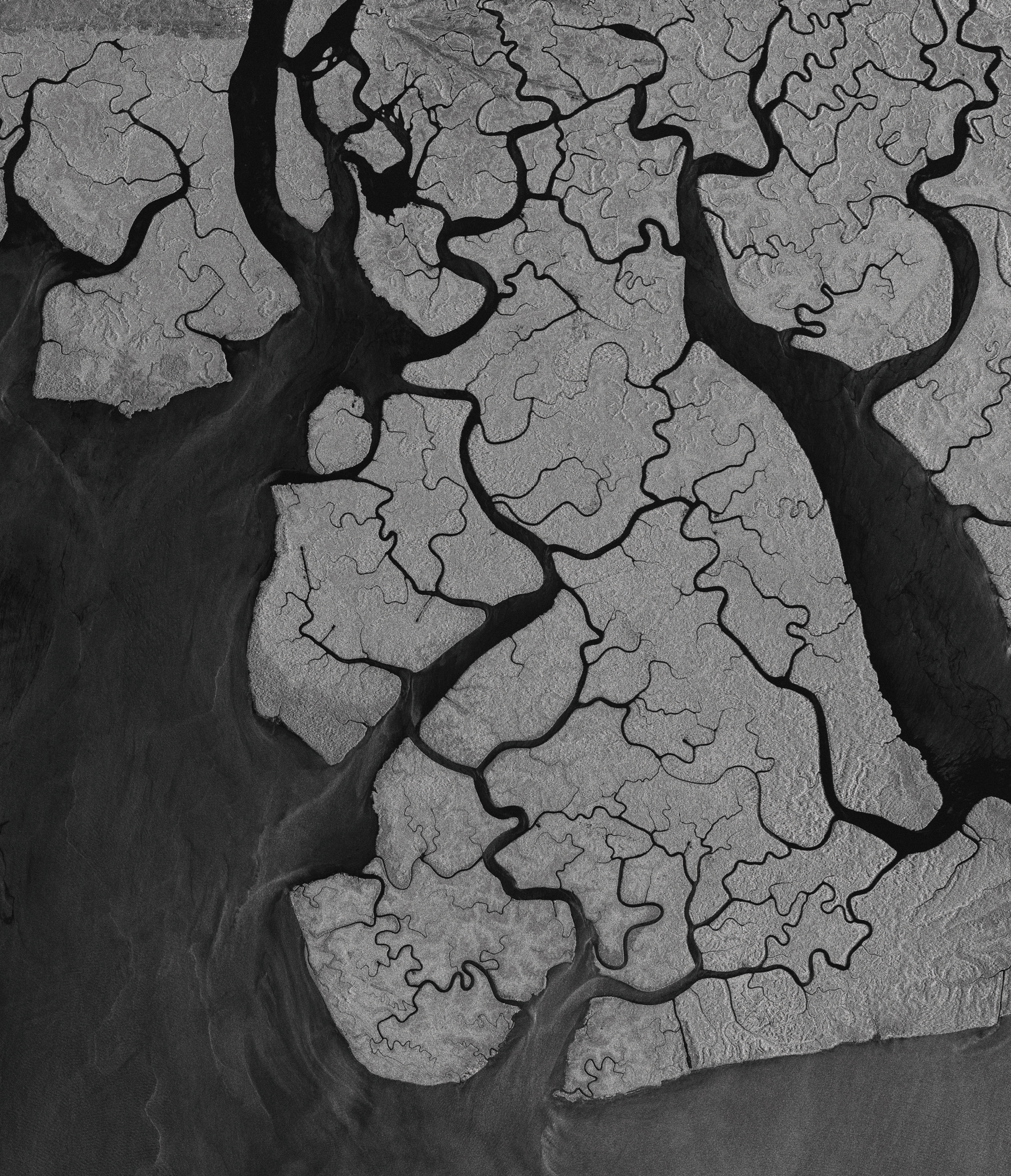
La imagen, tomada por el satélite de radar alemán TerraSAR-X, muestra las islas cubiertas de manglares de la península de Bakassi, situadas en el extremo oriental del golfo de Guinea.

La península está situada entre las latitudes 4°25' y 5°10'N, y las longitudes 8°20' y 9°08'E. Consiste de una serie de islas cubiertas de manglares, sumando un área total de 665 km². La población es de entre 150.000 y 300.000 personas.
Bakassi está situada en el extremo oriental del golfo de Guinea. La combinación de dos corrientes marinas, una cálida (corriente de Guinea, o en Efik, Aya Efiat) y una fría (corriente de Benguela, o en Efik, Aya Ubenekang) crea una gran cantidad de vida marina, que es a la vez la principal fuente de ingresos de la mayoría de sus habitantes.
Se espera que, por su localización geográfica, Bakassi tenga depósitos de petróleo, aunque todavía no se haya descubierto ningún depósito cuya comercialización sea viable económicamente.

## Historia
El pueblo oroko del Camerún (ndian) es la población aborigen de Bakassi. A mediados de la década de 1880, exploradores alemanes fueron los primeros en navegar a través del río Akwayife. En consecuencia, Bakassi formó parte de la colonia alemana del Camerún. Tras la Primera Guerra Mundial Francia pasó a controlar esta península. Durante la guerra de Biafra, numerosos nigerianos huyendo de ella se establecieron en Bakassi. En 1994, el presidente nigeriano Sani Abacha mandó su ejército a Bakassi; en respuesta, Camerún mandó el conflicto a la Corte Internacional de Justicia de La Haya.

### Disputa territorial

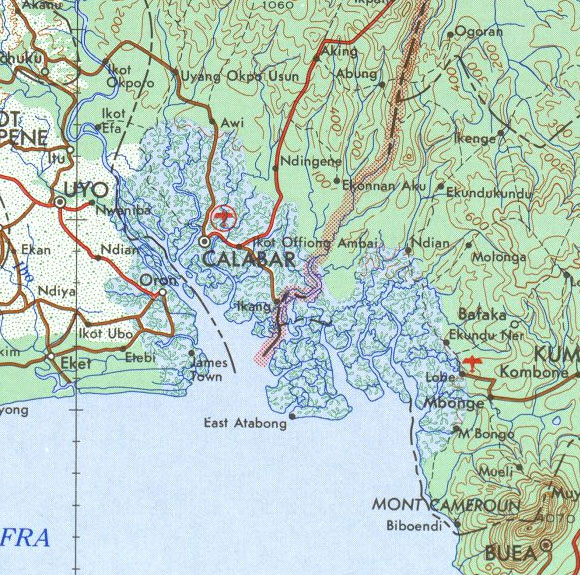
La frontera entre Nigeria (a la izquierda) y Camerún (a la derecha) en un mapa de 1963, con la península de Bakassi en el medio.

Nigeria y Camerún se han disputado la soberanía sobre Bakassi durante muchos años. En 1981, ambos países estuvieron cerca de la guerra sobre Bakassi y la frontera norte (Lago Chad). Nuevos incidentes armados ocurrieron a principio de los años noventa. Camerún llevó el caso a la Corte Internacional de Justicia el 29 de marzo de 1994.
El caso fue muy complicado. La base del caso nigeriano era correspondencia anglo-germana datando de 1885 y tratados entre las potencias coloniales y los dirigentes indígenas, en particular el Tratado de Protección de 1884. La base del caso camerunés era el tratado anglo-germano de 1913, que definía esferas de control en la región, y dos tratados firmados en los años setenta entre Camerún y Nigeria: La Declaración Yaundé II de 4 de abril de 1971, y la Declaración Marua de 1 de junio de 1975, ambas orientadas a definir fronteras marítimas entre los países. La línea acordada empezaba al oeste de la península, lo que implicaba la soberanía camerunesa sobre la península. Nigeria nunca ratificó el acuerdo.

### Veredicto de la CIJ
El 10 de octubre de 2002, y basándose principalmente en acuerdos anglo-germanos, la CIJ dio la soberanía sobre Bakassi a Camerún. La CIJ ordenó a Nigeria transferir la soberanía sobre el territorio, pero no que los habitantes tuvieran que emigrar o cambiar su nacionalidad. Tras la consternación creada en Nigeria por el veredicto, este país se negó a retirar sus tropas de Bakassi. El veredicto fue apoyado por la Organización de las Naciones Unidas, que amenazó con sanciones e incluso el uso de la fuerza.

### Resolución del conflicto
El 13 de junio de 2006, el presidente Olusegun Obasanjo de Nigeria y el presidente Paul Biya de Camerún resolvieron la disputa en conversaciones lideradas por el secretario general de la ONU Kofi Annan en Nueva York. Obasanjo acordó retirar las tropas nigerianas dentro de 60 días y transferir completamente el territorio al control camerunés dentro de los siguientes dos años.

### Retirada nigeriana
Nigeria comenzó a retirar sus militares, unos 3.000 soldados, el 1 de agosto de 2006 y en una ceremonia el 14 de agosto se realizó la entrega formal de la parte norte de la península. Sin embargo, la otra parte permaneció bajo control de autoridades civiles nigerianas por dos años más, hasta que finalmente el 14 de agosto de 2008 Nigeria entregó completamente Bakassi a Camerún en presencia de un misión de la ONU.